# All you need is love... o no
All you need is love... o no fue un programa de televisión español producido por Zeppelin TV (del grupo Endemol Shine Iberia) y emitido en Telecinco desde el 8 de mayo de 2017 y hasta el 31 de julio de 2017. Fue presentado por Risto Mejide en colaboración con Irene Junquera y David Guapo, entre otros.

## Historia
Después de varios intentos de lanzar este formato, los productores decidieron hacer modificaciones en el nombre y sacarlo finalmente a la parrilla de Telecinco.  En un principio, Lo que necesitas es amor (su título anterior) estaba previsto para lanzarse en junio de 2016 con el presentador Jordi González al frente, sin embargo, por estrategias televisivas fueron dejando el proyecto.  Al final, decidieron apostar por situaciones que dieran pie al amor pero dejando hueco para otras opciones. El estreno del programa fue el 8 de mayo de 2017 a las 22:00 reuniendo a 1.783.000 espectadores y un 14,1% de share.

## Formato
Risto Mejide es el encargado de presentar el programa. Además, el espacio cuenta con el humorista David Guapo y la periodista Irene Junquera como colaboradores que se encargan de debatir lo que sucede en todos los encuentros o desencuentros en los que se basa el programa y dar sus propias opiniones y consejos.

### Presentador
- Risto Mejide (2017).

### Colaboradores

#### Fijos
- Irene Junquera (2017).
- David Guapo (2017).
- Manu Sánchez (2017).

#### Puntuales
- América Valenzuela (2017).
- Elisa Mouliaá (2017).
- Raquel Sastre (2017).

## Temporadas
| Temporada | Temporada | Episodios | Estreno           | Final               | Audiencia media | Audiencia media | Audiencia media |
| Temporada | Temporada | Episodios | Estreno           | Final               | Espectadores    | Cuota           |                 |
| --------- | --------- | --------- | ----------------- | ------------------- | --------------- | --------------- | --------------- |
|           | 1         | 13        | 8 de mayo de 2017 | 31 de julio de 2017 | 1 305 000       | 11,5%           |                 |
| Total     | Total     |           | 2017              |                     |                 |                 |                 |

### Temporada 1 (2017)
| N.º | Fecha de emisión    | Espectadores | Cuota |
| --- | ------------------- | ------------ | ----- |
| 01  | 8 de mayo de 2017   | 1 783 000    | 14,1% |
| 02  | 15 de mayo de 2017  | 1 273 000    | 11,0% |
| 03  | 22 de mayo de 2017  | 1 176 000    | 10,4% |
| 04  | 29 de mayo de 2017  | 1 257 000    | 10,7% |
| 05  | 5 de junio de 2017  | 1 408 000    | 12,4% |
| 06  | 12 de junio de 2017 | 1 435 000    | 12,6% |
| 07  | 19 de junio de 2017 | 1 279 000    | 11,7% |
| 08  | 26 de junio de 2017 | 1 319 000    | 12,1% |
| 09  | 3 de julio de 2017  | 1 292 000    | 11,8% |
| 10  | 10 de julio de 2017 | 1 384 000    | 13,1% |
| 11  | 17 de julio de 2017 | 1 161 000    | 9,8%  |
| 12  | 24 de julio de 2017 | 1 221 000    | 9,7%  |
| 13  | 31 de julio de 2017 | 1 078 000    | 10,3% |